# Ladislav Čemický
Ladislav Čemický (24. března 1909 Čemice, Liptovský Mikuláš – 6. ledna 2000 Stupava) byl slovenský malíř, grafik a pedagog.
Studoval v letech 1929–1934 na maďarské akademii Magyar Képzőművészeti Egyetem v Budapešti u Istvána Csóky. Cestoval studijně ve 30. letech po Evropě (včetně Paříže). Soukromě studoval u Zoltána Palugyaye, ovlivnil ho pobyt v umělecké kolonii Janka Alexyho. Po válce vyučoval na Vysoké škole výtvarných umění v Bratislavě. Vedle Bratislavy působil také na Liptově.
Ve 30. letech našel osobité vyjádření s velmi akcentovaným sociálním rozměrem, věnoval se nezaměstnanosti, dělníkům, v době války tvořil protiválečná témata. Zejména v 50. letech se jeho sociální vyjádření na čas přelilo do dogmatického socialistického realismu, jakož byl protagonistou. Tehdy maloval především portréty generalissima Stalina. Nedochoval se obraz Matej a Terka, který jako jediný zachycoval v prudérním systému „socialistický sex“. Posléze začal tvořit lyrickou krajinomalbu technikou akvarelu (patří k nejdůležitějším slovenským tvůrcům této techniky).

## Ocenění
- 1975 – národní umělec
- 1989 – Řád republiky za významný přínos slovenskému výtvarnému umění[2]